# Assemblée d'Alsace
Pour les articles homonymes, voir Alsace (homonymie).
Ne doit pas être confondu avec conseil régional d'Alsace.
L'Assemblée d'Alsace, dont le nom officiel est Conseil départemental d'Alsace, est l'assemblée délibérante qui administre la Collectivité européenne d'Alsace depuis le 1er janvier 2021.
La loi du 2 août 2019 relative aux compétences de la collectivité européenne d'Alsace précise que jusqu'au prochain renouvellement des conseils départementaux, l'assemblée d'Alsace est composé de l'ensemble des conseillers départementaux du Bas-Rhin et du Haut-Rhin.
L'ordonnance no 2020-1304 indique que l'adresse de la collectivité est située de manière transitoire place du Quartier Blanc, à Strasbourg. Sa première séance plénière se tient le 2 janvier 2021 à Colmar, où les 80 élus siègent jusqu'aux élections départementales de juin 2021.
La séance plénière du 27 septembre 2021 confirme Strasbourg comme siège de la collectivité et Colmar pour la tenue des assemblées (à l'exception du vote du budget).

## Exécutif

### Liste des présidents
| Nom             | Parti | Parti | Début          | Fin      |
| --------------- | ----- | ----- | -------------- | -------- |
| Frédéric Bierry |       | LR    | 2 janvier 2021 | en cours |

### Vice-présidents actuels
- Pierre Bihl, 1er vice-président, chargé du territoire Centre Alsace et de l'équité territoriale
- Isabelle Dollinger, 2e vice-présidente, chargée du service public alsacien et de la transformation de l'action publique en lien avec les habitants
- Nicolas Jander, 3e vice-président, chargé du territoire Sud Alsace Saint Louis-Sundgau-Thur-Doller
- Catherine Graef-Eckert, 4e vice-présidente, chargée des dynamiques économiques, touristiques, agricoles, de l'emploi et de la transition énergétique et climatique
- Éric Straumann, 5e vice-président, chargé de la région de Colmar
- Lara Million, 6e vice-présidente, chargée de l'efficacité et de la sobriété financière
- Jean-Philippe Maurer, 7e vice-président, chargé des réseaux et mobilités
- Fatima Jenn, 8e vice-présidente, chargée de la solidarité, de l'habitat et de la lutte contre la pauvreté
- Jean-Louis Hoerle, 9e vice-président, chargé du territoire de l'Eurométropole de Strasbourg
- Pascale Schmdiger, 10e vice-présidente, chargée du patrimoine et du rayonnement alsacien
- Marc Munck, 11e vice-président, chargé de l'agglomération de Mulhouse
- Michèle Eschlimann, 12e vice-présidente, chargée du territoire Ouest Alsace Saverne-Molsheim
- Nicolas Matt, 13e vice-président, chargé de la jeunesse, du sport, de la réussite éducative et du bilinguisme
- Karine Pagliarulo, 14e vice-présidente, chargée de la santé et de l'accompagnement des personnes âgées et des personnes handicapées
- André Erbs, 15e vice-président, charge du territoire Nord Alsace Haguenau-Wissembourg

## Composition

### Janvier-juin 2021
|                                      |       |       |      |                                        |
| Président de l'assemblée             |       |       |      |                                        |
| Frédéric Bierry (LR)                 |       |       |      |                                        |
| Parti                                | Sigle | Sigle | Élus | Groupes                                |
| Majorité (73 sièges)                 |       |       |      |                                        |
| Les Républicains                     |       | LR    | 38   | Uni pour l’Alsace                      |
| Divers droite                        |       | DVD   | 16   | Uni pour l’Alsace                      |
| Union des démocrates et indépendants |       | UDI   | 3    | Uni pour l’Alsace                      |
| La République en marche              |       | LREM  | 2    | Uni pour l’Alsace                      |
| Union des démocrates et indépendants |       | UDI   | 12   | UDI et indépendants                    |
| Divers gauche                        |       | DVG   | 2    | UDI et indépendants                    |
| Opposition (6 sièges)                |       |       |      |                                        |
| Parti socialiste                     |       | PS    | 6    | Socialistes pour une Alsace de progrès |
| Non-inscrit (1 siège)                |       |       |      |                                        |
| La République en marche              |       | LREM  | 1    | Non-inscrit                            |

### Mandature 2021-2028
|                                      |       |       |      |                       |
| Président de l'assemblée             |       |       |      |                       |
| Frédéric Bierry (LR)                 |       |       |      |                       |
| Parti                                | Sigle | Sigle | Élus | Groupes               |
| Majorité (74 sièges)                 |       |       |      |                       |
| Les Républicains                     |       | LR    | 32   |                       |
| Divers droite                        |       | DVD   | 20   |                       |
| Union des démocrates et indépendants |       | UDI   | 10   |                       |
| Divers centre                        |       | DVC   | 4    |                       |
| La République en marche              |       | LREM  | 3    |                       |
| Divers gauche                        |       | DVG   | 2    |                       |
| Agir                                 |       | Agir  | 2    |                       |
| Mouvement démocrate                  |       | MoDem | 1    |                       |
| Opposition (6 sièges)                |       |       |      |                       |
| Europe Écologie Les Verts            |       | EÉLV  | 2    | Écologiste et citoyen |
| Parti socialiste                     |       | PS    | 2    | Écologiste et citoyen |
| Parti communiste français            |       | PCF   | 1    | Écologiste et citoyen |
| Écologie                             |       | ÉCO   | 1    | Écologiste et citoyen |